# Lac Méruimticook
Le lac Méruimticook (ou lac Jerry) est aussi appelé lac Thibeault, est un lac situé dans la MRC de Témiscouata au Québec.

## Description
Il est l’un des nombreux lacs encastrés dans les monts Notre-Dame qui dominent les paysages du Témiscouata.  En se retirant, les glaciers ont créé ce que les spécialistes de ces questions appellent des « cuvettes » et des « corridors fluviaux » qui sont tout simplement nos lacs et nos rivières d’aujourd’hui. Le paysage actuel du Témiscouata est le résultat de la fonte des glaciers de la dernière période glaciaire connue par notre planète il y a environ 12 000 ans. 
Au début de la colonisation dans les années 1915-1920, son nom était le lac Thibault. Ce nom lui fut donné à la suite du passage d'un M.Thibault qui a exploité un moulin à scie dans les environs. Ce moulin à scie a opéré pendant quelques années près du pont couvert appelé Pont-Romain Caron à Saint-Jean-de-la-Lande sur la rivière Branche à Jerry aussi appelé rivière Méruimticook. M. Thibeault a laissé une trace encore présente dans la toponymie du Québec qui indique que l'endroit où son moulin a été en opération porte toujours le nom de lac Thibeault. La dernière maîtresse de poste du lac Thibeault fut Yvette Gagnier (fille d'Anaclet Gagnier et Marie-Louise Genest) épouse de Paul Caron. Son bureau de poste était situé à environ 1 km du Pont à Romain.
Deux municipalités se partagent ce cours d’eau. Il s’agit de la municipalité de Packington se réservant 60 % de sa superficie alors que le reste est dans la municipalité de Saint-Jean-de-la-Lande. Cette dernière possède sur son territoire une partie du Lac Baker, soit environ 10% alors que le reste appartient à la municipalité du Lac-Baker au Nouveau-Brunswick.
D’une longueur de 8 km, il est alimenté par de nombreux ruisseaux et une petite rivière. La décharge du lac se fait par la rivière Méruimticook aussi appelée la Petite ruisseau Baker. Cette rivière se marie avec la rivière du lac Baker et coule ensemble tout doucement d’un air paresseux vers le fleuve Saint-Jean à Baker-Brook au Nouveau-Brunswick. En 1835, l'arpenteur général adjoint du Bas-Canada, Joseph Bouchette,  produit une carte qui identifie officiellement le lac Warieneguamaticook et dont le nom s'est transformé avec l'usage à Marienequatacook, pour ensuite devenir Méruimticook. Le nom Méruimticook est d’origine indienne et signifie « lac à la tortue ».

## Histoire
Le premier colon du lac Méruimticook fut Israël Lévesque de Clair et cela en 1920. Vital Albert arrivant de Saint-Hilaire en 1921 s’y installe aussi.  Télesphore Dubé quitte Saint-Eusèbe pour venir s’installer sur les bords du lac en 1922. Son fils Milton, dit Ti-Pit, y prendra racine en 1946 en achetant d'Omer Beaulieu au rang VI, le lot 38 avec bâtiments. Cette résidence est probablement la première construction sur le lac Meruimticook car elle fut construite par des gens d’affaires de Rivière-du-Loup en tant que chalet de pêche.  Ernest Malenfant s'installe en 1922 sur le lot 34 du rang V situé sur la rive sud du lac.  Bernardin Nadeau arrive de Saint-Hilaire avec sa famille dans les années 1920. Il est le frère de Thomas (Tommé) Nadeau lui déjà installé au lac Meruimticook, mais à l’autre extrémité, à l’endroit dit la maison à Ti-Will. Éloi Collin et son épouse Alda Pelletier s'installent sur le lot 39 du rang VI qui borde la rive nord du lac Meruimticook. Henri Boucher de Saint-François-de-Madawaska en 1926. Alcime Soucy et Arthémise Lang sont arrivés au lac Meruimticook au début 1920. Romain Pelletier et Anna Boutot, neveu de mon grand-père Damase Long s'y sont installés aussi des années 1920. Ils ont défriché le lot 17, rang VI à Saint-Jean-de-la-Lande. Dans le livre Packington, publié en 1999, relatant 75 ans d'histoire de ce coin de pays, des détails nous sont apportés sur les premiers habitants du lac Meruimticook. 
Thomas Nadeau dit Tommé,  a construit une maison qui a passé de nombreuses années à résister aux vents et tempêtes. Cette vieille maison noire a été démolie en 2006 pour faire place à une nouvelle résidence construite par Réal Comeau. M. Comeau l’avait offert à la municipalité de Saint-Jean-de-la-Lande afin d’y aménager un musée.  Ce projet n'a pas vu le jour.[réf. nécessaire]. Bien des noms de famille ont été oubliés et très peu de traces de leur passage sur le bord du lac sont demeurées. Les familles de Maurice Alaire, Joséphel Morin, Alex Caron, Prime Soucy, Joseph Pelletier, Henri Lévesque, Paul Caron et William Jalbert, ont quitté ces lieux depuis bien des années. 
Le premier chemin d'accès ou portage vers le lac Meruimticook est indiqué sur la carte dessinée au début des années 1800 par l'arpenteur Joseph Bouchette.  Le tracé du portage part du lac Long (Saint-Marc-du-Lac-Long) et se termine sur la rive gauche du lac Meruimticook. Il est possible de croire que la route actuelle qui relie le lac Meruimticook et le lac Long a été construite sur le tracé de l'ancien portage. L'autre chemin reliant la mission de Saint-Maur (Pont Romain-Caron ou encore lieu dit lac Thibeault) au lac Meruimticook, suivait la rive gauche de la rivière Meruimticook en montant vers le lac. Plusieurs colons tels Alex Caron et Prime Soucy ce sont installés le long de ce sentier qui est toujours utilisé par les 4x4. À la hauteur des Chutes du Moulin à Joel, un pont de bois enjambait la rivière et un sentier traversait en ligne droite le champ et passait devant la résidence de Thomas Nadeau.